# Egeria (pellegrina)

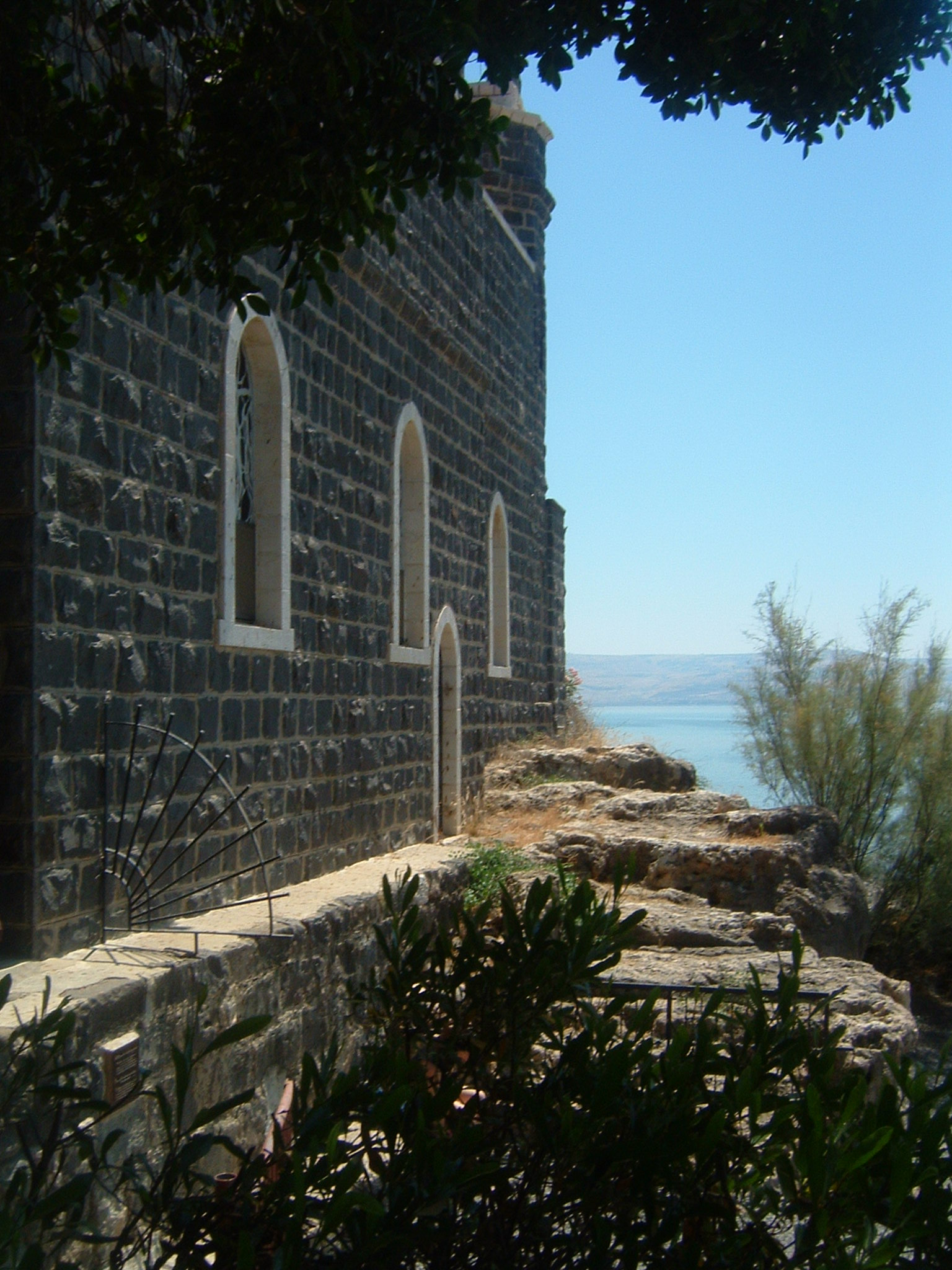
Resti di una scalinata sulle sponde del Lago di Tiberiade descritta da Egeria

(Egeria, Itinerarium, I 1)
Egeria, anche nota come Eteria (in latino Egerīa o Aetherīa, ma oggi è predominante l'accentazione Egèria) (Gallaecia, IV-V secolo – ...), è stata una scrittrice romana, autrice di un Itinerarium in cui racconta il suo viaggio nei luoghi santi della cristianità.

## Biografia
Visse nel IV secolo d.C. e quasi tutte le nostre conoscenze sulla sua vita derivano dalla sua opera letteraria. Egeria era una devota cristiana, istruita e dotata di mezzi finanziari, che le permisero di fare un pellegrinaggio in Asia, in Israele e in Egitto nei luoghi sacri della Bibbia e del Vangelo, da lei minuziosamente descritti. Fu identificata da alcuni studiosi con Silvia, originaria della Gallaecia, parente del ministro dell'imperatore Teodosio I, Flavio Rufino. Nuove ricerche, invece, hanno permesso di stabilire che l'autrice dell'Itinerarium è la stessa pellegrina Egeria, menzionata in una lettera di un monaco di nome Valerio vissuto nell'Alto Medioevo.

## Peregrinatio Aetheriae
Egeria scrisse le proprie osservazioni in una lettera ora chiamata Peregrinatio Aetheriae, o Itinerarium Aetheriae, o anche Peregrinatio ad Loca Sancta (Pellegrinaggio ai luoghi santi).
Dell'opera itineraria è rimasta solamente la parte centrale, che fu copiata nel Codex Aretinus, scritto a Montecassino nell'XI secolo, ma così nominato perché scoperto nel 1884 da Gian Francesco Gamurrini - come detto, primo editore del "diario" - in una biblioteca monastica di Arezzo.
Egeria elencò tra le sue tappe, a partire da dicembre 383, il monte Sinai, Faran, Clisma, Arabia, Gerusalemme, il Nebo, Carnea, Antiochia, Edessa e Harran, per poi tornare a Costantinopoli tra maggio e giugno dell'anno 384. (Cfr. p.503)